# محله کوچه بیوک یزد
محله کوچه بیوک یکی از قدیمی‌ترین محله‌های استان یزد می‌باشد . نام این محله برگرفته از نام یکی از بزرگان یزد بنام «بیوک» می‌باشد .

## موقعیت مکانی
از نظر موقعیت مکانی محله کوچه بیوک از جنوب به محله سر دوراه ، از سمت شمال به محله سید صحرا، از شرق به باغ گلشن و از غرب به خیابان هفده شهریور منتهی می‌شود.